# Facciamoci un dono. Come giocare con la prima infanzia
Facciamoci un dono. Come giocare con la prima infanzia è un'opera della pedagogista italiana, allieva di Maria Montessori, Grazia Honegger Fresco (Roma, 6 gennaio 1929 – Castellanza, 30 settembre 2020), pubblicata per la prima volta nel 1999 e successivamente nel 2009 (seconda edizione) dalla casa editrice La Meridiana.
Nel libro l'autrice presenta cento proposte per genitori e figli, al fine di aiutarli a stare piacevolmente insieme dalla nascita fino all'adolescenza.

## Contenuto
«Possiamo essere vicini, presenti, ma facendo altro, le nostre cose. La famosa frase, emblematica delle Scuole Montessori, Aiutami a fare da solo, non va dimenticata se si vuole che i bambini diventino abili nell'inventare, nell'usare utensili, nel capire come procedere alla soluzione di un problema [...]»
Secondo Grazia Honegger Fresco i bambini fin dai primi momenti di vita necessitano della vicinanza di un genitore, di ascolto, calma, affetto, incoraggiamento ad inventare ed esprimere il proprio potenziale e le proprie idee, senza agire al loro posto. Da questa premessa nascono le semplici proposte del libro, tutte realizzabili in ambito casalingo, con oggetti riciclabili, facilmente reperibili in casa a costo zero e nel pieno rispetto dell’ambiente. Questi semplici materiali, come mandorle, noccioline, mollette da panni e barattoli, aiutano il bambino ad arricchire la fantasia positiva e a concretizzare il proprio mondo interiore. 

## Struttura
Il libro si struttura in due capitoli: 
- 100 e più doni per crescere insieme...
- ... e per dirgli "Ti voglio bene"

## Capitoli
Nel primo capitolo vengono illustrate in modo semplice, scorrevole ed interessante le cento idee di attività ed esperienze che i genitori possono proporre e condurre con i propri figli, dalla nascita fino all'adolescenza. Ciascuna proposta è pensata per una fascia d'età specifica, ad esempio a tre-quattro mesi la gran voglia del bambino di guardarsi intorno può essere soddisfatta dall'offerta da parte di un adulto di oggetti di uso quotidiano, da cambiare di tanto in tanto, in modo da mantenere sempre vivo il suo interesse, come nastri colorati appesi alla culla, giochi ad aria realizzati con cartone, cannucce e fili di cotone. Intorno ai dieci mesi la capacità di scegliere diventa più precisa e dunque si può pensare di proporre al bambino un cestino contenente oggetti diversi per forma, grandezza e materiale, che egli può prendere e succhiare in autonomia finché ne ha voglia (idea della psicologa inglese Elinor Goldschmied). 
È importante permettere al bambino di fare il maggior numero possibile di esperienze reali, in cui emerga il gusto di inventare, esplorare e stare insieme. Per questo motivo le proposte presentate sono numerosissime e da queste possono nascere altrettante nuove idee. Grazia Honegger Fresco suggerisce, ad esempio, l'utilizzo di una cassetta della frutta ben levigata come carrello porta giochi, dato il divertimento del bambino nello spingere e trascinare oggetti. 
I bambini hanno bisogno di manipolare e pasticciare con materiali morbidi e questa necessità può essere soddisfatta mettendo a loro disposizione della creta, del pongo alimentare, della pasta di sale o quelle da biscotti, pizza e frolla, mentre per i più grandi è ottima anche la cartapesta.
Ritagliando un cerchio di circa tre centimetri di diametro dal coperchio di plastica di un barattolo di caffè si può preparare un motivo di gioco che risponde al periodo in cui il bambino si diverte a far scomparire oggetti, come tappi da spumante o mollette da panni, e poi a ritrovarli.
Un elemento di grande interesse è l'acqua per le sensazioni che provoca e per la varietà di esperienze che offre. Per rendere felice il proprio figlio è sufficiente un grambiulino, uno sgabello per arrivare al lavandino e qualche "strumento": pentolini, un imbuto, una brocchetta. 
Per i bambini più grandi si può pensare di procurare una varietà di strumenti grafici (pastelli a cera, pastelli a olio, pennarelli, matite) ciascuno in un suo contenitore, carta in vari formati e una cartella per raccogliere i disegni fatti. A sette-otto anni si può regalare un piccolo astuccio con fili colorati, forbicine adatte all'età, aghi non troppo sottili e un ditale, di cui ne deve essere insegnato l'uso. A nove-dieci anni probabilmente una bambina apprezzerebbe ricevere un diario personalizzato realizzato dal genitore, con una copertina ricamata e all'interno una dedica e/o propri disegni. È importante pensare a ciò che piace a lei e lasciare che ne faccia l'uso che vuole. 
Molte sono le esperienze che possono condurre genitori e figli insieme, al fine di aiutare il bambino a rispondere ai numerosi interrogativi che si pongono sul mondo. Ad esempio, la pedagogista propone quando si va a fare una passeggiata nella natura di preparare un fuoco (se non c'è vento, né rischio per le piante): i bambini rimarranno sbalorditi dall'accensione delle foglie o della carta tramite una lente d'ingrandimento e i raggi del sole. Una volta acceso il fuoco si può anche preparare una brace per arrostire pezzetti di verdura con l'aiuto di rami secchi appuntiti. Un'esperienza, invece, che si può condurre in ambito domestico è quella della costruzione di una casa delle bambole, attraverso quattro scatole da scarpe della stessa dimensione, da sovrapporre e fissare insieme. Vengono messi a disposizione del bambino gli strumenti e lo si lascia agire senza intromettersi troppo, se non per qualche aiuto tecnico indispensabile. 
Grazia Honegger Fresco propone moltissime altre attività che possono essere divertenti, come la costruzione di aquiloni, palle, strumenti musicali (con bottiglie, barattoli riempiti di diversi oggetti da agitare, mestoli di legno da battere, due gusci di noce che diventano delle nacchere), la realizzazione sulla sabbia bagnata di piste per gareggiare con le biglie, la raccolta di tanti tipi di semi da confrontare, giochi d'altri tempi (come il castello di carte), la raccolta sulla spiaggia di sassi particolari per farne delle sculture o memorie di una giornata trascorsa nella natura.
Lo stesso libro, contenente per metà delle pagine illustrazioni colorate, può rappresentare un'occasione di gioco e una risorsa per mettere alla prova l'immaginazione dei propri figli, da cui possono cercare di interpretare ed inventare storie. Il messaggio che il libro della padagogista vuole trasmettere è, infatti, che non sono necessari giocattoli costosi per attirare l'attenzione del bambino e fargli vivere esperienze di crescita importanti, ma sono sufficienti oggetti semplici, magari costruiti da lui stesso con la vicinanza e la supervisione di un adulto, attento e non restrittivo o invadente.
Nel secondo capitolo vengono sottolineate alcune accortezze che può avere un genitore per comunicare il loro "Ti voglio bene" al bambino. Alcune di queste possono essere i baci, la foto del figlio tenuta nel portafoglio da mostrare come una cosa importante che viene tenuta sempre con sé, il ritagliare qualche momento speciale da dedicare unicamente a lui, il valorizzare ogni aiuto concreto che il bambino dà in casa e molti altri. 
In conclusione Grazia Honegger Fresco giunge alla fine di questo breve ma significativo percorso con la speranza di aver fatto prendere consapevolezza a tutti coloro che sono coinvolti nella cura di un bambino, che donare il proprio tempo e la propria disponibilità è la migliore delle risorse.